# Рапонда, Роз Кристьян
Роз Кристьян Осука Рапонда (фр. Rose Christiane Ossouka Raponda; род. 30 июня 1963, Франсвиль) — габонская политическая деятельница, занимавшая должность вице-президента Габона с января по август 2023 года. Ранее занимала должность премьер-министра Габона с июля 2020 по январь 2023 года. Первая и единственная женщина в истории Габона, занимавшая эти должности. Член Габонской демократической партии.

## Биография

### Происхождение
Рапонда родилась 30 июня 1963 года во Франсвиле. Представительница народа мпонгве.

### Образование и карьера
Экономист по образованию, в 1995 году окончила Габонский институт экономики и финансов по специальности «государственные финансы».
Рапонда была генеральным директором по экономическим вопросам, а затем заместительницей генерального директора Жилищного банка Габона в начале 2000-х годов. С февраля 2012 по январь 2014 года она занимала должность министра бюджета и государственных финансов в правительстве Раймона Ндонга Симы.
Рапонда была избрана мэром Либревиля с 10 февраля 2014 по 12 февраля 2019 года, представляя правящую партию. Она была первой женщиной, занявшей эту должность с 1956 года. Она также стала президентом организации «Объединённые города и местные власти Африки».
Она присоединилась к правительству Жюльена Нкоге Бекале 12 февраля 2019 года на должности министра обороны, сменив Этьена Массара Кабинду Макагу, члена семьи Бонго, после отставки, вызванной подрывом доверия к нему со стороны президента вследствие попытки военного переворота 2019 года. Присягу принимала в Рабате, где тогда на лечении находился глава государства. Вторая женщина в истории страны на этой должности.
16 июля 2020 года Рапонда была назначена премьер-министром Габона ввиду отставки Жюльена Нкоге Бекале. Она первая женщина, занявшая эту должность в Габоне. Её назначение стало четвёртой перестановкой кабинета министров президентом Ондимбой после неудавшегося переворота и произошло на фоне кризиса в области здравоохранения и экономики, вызванного пандемией COVID-19 и падением цен на нефть — одним из основных ресурсов страны.
9 января 2023 года, за несколько месяцев до всеобщих выборов, она была назначена вице-президентом Габона, став первой женщиной в стране на этой должности. Новым премьер-министром становится Ален Клод Билье Би Нзе.
После военного переворота 2023 года отстранена от власти ввиду того, что военная хунта Габона (Комитет по переходному периоду и восстановлению институтов) объявила о роспуске государственных институтов.